# Nokia E51
Nokia E51 je smartphone společnosti Nokia s operačním systémem Symbian. Tento telefon byl dostupný v černé, stříbrné a bronzové barvě. Dal se koupit také ve variantě bez integrované kamery. Ačkoliv byl tento telefon primárně určen pro manažery, dal se používat i jako multimediální telefon.

## Hlavní vlastnosti
| Vlastnost                         | Specifikace                                                                                               |
| --------------------------------- | --- |
| Tvar                              | Candybar/Monoblock                                                                                        |
| Platforma                         | Series 60 (S60) 3rd Edition                                                                               |
| Operační Systém                   | Symbian OS 9.2, Feature Pack 1                                                                            |
| GPRS                              | Ano, GPRS/EGPRS třída A, multi-slot třída 32                                                              |
| 3G                                | Ano, HSDPA, 3,6 Mbit/s (2100MHz a 850MHz)                                                                 |
| UMTS                              | 850/2100 MHz                                                                                              |
| WLAN/WiFi                         | Ano (IEEE 802.11g)                                                                                        |
| VoIP/SIP                          | Integrovaný SIP klient                                                                                    |
| Display                           | Aktivní, 16 milionů barev (24bitová barevná hloubka), rozlišení QVGA (240 x 320 pixelů), nastavitelný jas |
| Nahrávání videa                   | Ano (rozlišení 320 × 240, 176 × 144 nebo 128 × 96, 15 snímků za sekundu)                                  |
| Záznamník                         | Ano |
| MMS                               | Ano |
| Videohovory                       | Ano |
| Push to talk                      | Ano (Push to Talk over Cellular – PoC)                                                                    |
| Podpora JAVA                      | Ano, MIDP 2.0                                                                                             |
| Volná uživatelská paměť           | 130 MB |
| NAND paměť                        | 256 MB |
| SDRAM paměť                       | 96 MB |
| Volná RAM paměť po startu systému | 50 MB |
| Slot na paměťovou kartu           | Ano, microSD (vyměnitelná za chodu)                                                                       |
| Maximální velikost pam. karty     | 16 GB |
| Bluetooth                         | Ano v2.0 + EDR                                                                                            |
| IrDA                              | Ano (115 kbit/s)                                                                                          |
| USB Mass Storage                  | Ano, 2.0, miniUSB                                                                                         |
| Podpora datového kabelu           | Ano |
| Prohlížeč                         | WAP 2.0 XHTML / HTML                                                                                      |
| Email                             | Ano, IMAP4, POP3, SMTP                                                                                    |
| Hudební přehrávač                 | Ano, stereo                                                                                               |
| FM rádio                          | Ano |
| Video přehrávač                   | Ano |
| Stereo reproduktory               | Ne |
| Zvuky                             | Ano, polyfonní, monofonní, MP3, reálné tóny                                                               |
| Vibrace                           | Ano |
| Hlasité handsfree                 | Ano |
| Mód letadlo/offline               | Ano |
| Doba hovoru                       | 4,38 hodiny                                                                                               |
| Pohotovostní doba                 | 13 dní |
| Rozměry                           | 115 × 47 × 12 mm (4.49" × 1.81" × 0.47")                                                                  |
| Oficiální představení             | září 2007                                                                                                 |
| Další                             | Nokia PC Suite                                                                                            |